# Adri Alindo
Adri Alindo (werkelijke naam Adriana Palingdood) (Rotterdam, 2 augustus 1905 - Wenen, 20 juni 2001) was een Nederlands illustratrice en 
boekbandontwerpster. Ze is vooral bekend als illustratrice van kinderboeken.

## Biografie

### Jeugd en opleiding
Alindo wordt geboren in 1905, in het gezin van Beschier Palingdood in een eenvoudig milieu. Het gezin heeft vijf kinderen en woont in Rotterdam Crooswijk. In haar jeugd tobt Alindo met haar gezondheid en gaat zij enkele malen kuren in Katwijk.
Al in haar kindertijd is haar tekentalent te merken en als tiener krijgt zij tekenles op een paar avondscholen. Later bezoekt zij de Academie voor Beeldende Kunsten en Technische Wetenschappen. Alindo reist dagelijks naar de Coolsingel, die op de plaats van de net drooggelegde Coolvest is ontstaan.
Zij krijgt les van de kunstenaar Huib Luns. Er wordt gewerkt met de tekenmethode Dupuis, maar de echte illustrator-opleidingen beginnen pas nadat Adri al gevestigd tekenares is.

### Jaren twintig

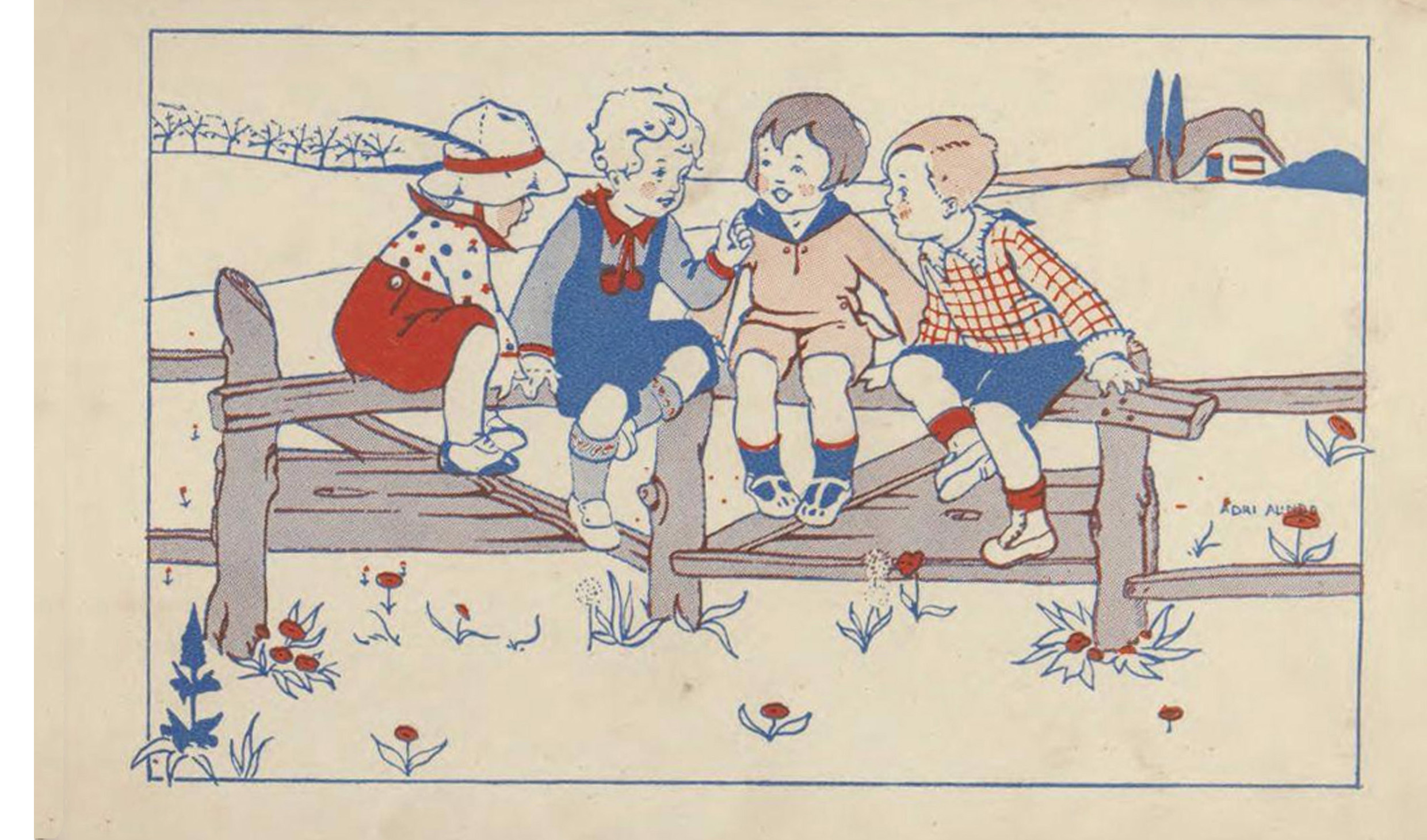
Van vier kleuters, 1925

In Katwijk ontmoet Alindo tijdens een van haar kuurperioden de directeur van chocoladebedrijf Driessen. Voor hem maakt zij haar eerste reclametekening.
Nog voordat haar opleiding is voltooid, solliciteert Alindo bij uitgeverij Van Goor in Gouda. Zij stuurt in mei 1924 een aantal tekeningen op, met als resultaat een uitnodiging om langs te komen. Het bezoek is succesvol, want zij mag proeftekeningen maken voor het boek Mimosa.
In 1925 verschijnen er 2 boekjes bij uitgeverij Van Goor met haar illustraties: ‘Mimosa’ (in de serie ‘Voor ’t kleine volkje’) en : ’Het wonderplantje’ (in de serie ‘Gezellige uurtjes’). De boekseries hebben een uiterlijke eenheid. Wat is Alindo trots op haar eerste publicaties! In beide series zal ze meer boekjes illustreren.
Vervolgens mag ze bij Van Goor een serie prentenboekjes overnemen, waarvan al acht deeltjes zijn verschenen met tekeningen van Bas van der Veer en Sijtje Aafjes. Zij zal er nog 6 illustreren (twee in 1925 en vier in 1928). Deze serie krijgt geen eigen naam. Alindo werkt hier samen met schrijfster S.M. Bouman-van Tertholen. Mevrouw Bouman schrijft korte versjes over alledaagse kindergebeurtenissen en Alindo maakt er de plaatjes bij. De boekjes hebben succes, want volgende drukken blijken nodig.
Bouman-van Tertholen introduceert Alindo bij Noordhoff en voor die uitgever tekent Alindo enkele muziekboekjes, waaronder in 1926 ‘Zonneschijn in ’t Kinderleven’ met eigen liedjes van mevrouw Bouman. In 1928 verschijnt ‘Zing en speel me maar’, een boek met traditionele liedjes. Een jaar eerder, in 1927, verscheen al een boek over opvoeding bij de Maatschappij tot Nut van 't Algemeen, twee jaar later gevolgd door een tweede deel. De boekjes heten ‘Tot geluk geboren’.
Een andere schrijfster met wie Alindo regelmatig samenwerkt is mevrouw D.A. Cramer-Schaap. Die vraagt haar in 1925 bij het selecte gezelschap voor het tijdschrift Zonneschijn en in 1926 verschijnt haar eerste ‘Gulden meisjesboek’. In 1927/28 verleent Alindo haar medewerking aan twee leesmethoden van de heer Bloemink.
1928 is een belangrijk jaar in het leven van Alindo. Zij tekent haar eerste boekje voor Meinema: ‘Oudejaar’. Meinema zal de uitgever worden waarmee ze het meest samen zal werken. Haar illustraties verschijnen vooral in de reeks: Bibliotheek voor zondagsschool, school en huis. Tijdens haar leven illustreert ze ook voor Kluitman, Cohen, Bosch en Keuning en anderen, maar voor Meinema blijft ze hofleverancier en met directeur Van Drimmelen wordt ze in later jaren zelfs bevriend.
Alindo illustreert in 1929 prentenboeken van Anna Sutorius in de serie ‘Voor school en huis’, een prentenboekenserie uitgegeven door Martin Cohen. Ook hierin staan korte versjes die door Alindo stap voor stap worden getekend.

### Jaren dertig en veertig

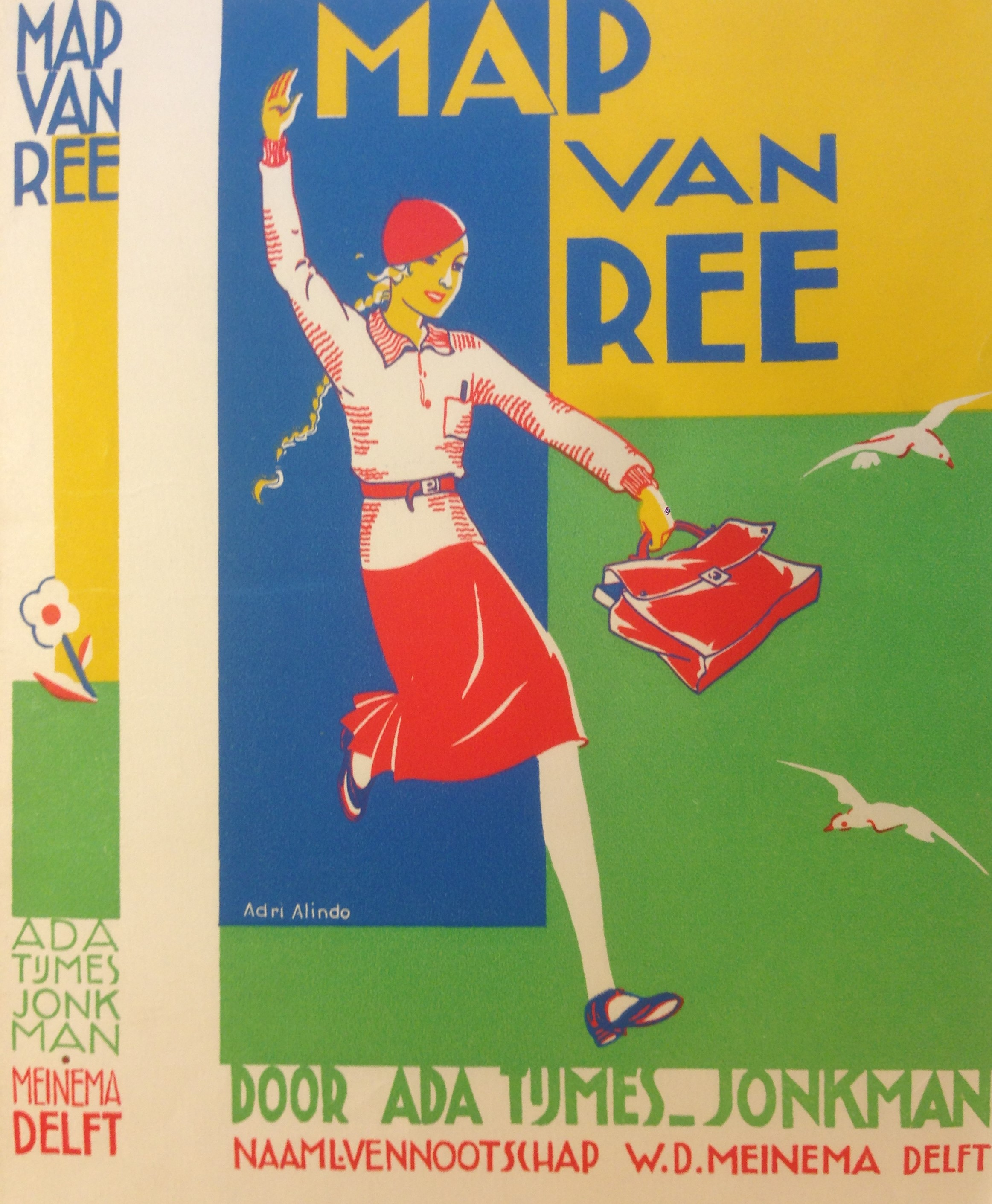
Map van Ree 1934

Vanaf 1930 wordt Alindo gevraagd om bestaande Meinema-boekjes van nieuwe tekeningen te voorzien. In acht jaar tijd zal ze veertien boekjes vernieuwen. Vaak zijn het boekjes met minder dan 50 bladzijden en minder dan 10 plaatjes. In Meinema's jeugdreeks verschijnen enkele dikkere uitgaven, ‘Nan’s zonnige zomer’ en ‘Map van Ree’.
Ook in haar privéleven zijn er ontwikkelingen. Op de academie heeft zij Rudolf Buchner leren kennen. Oostenrijkse Rudolf is jurist bij ‘The Dutch Rubber Works’ en hij wil zich laten omscholen tot kunstenaar. In 1931 trouwen ze; zij gaan wonen in Rotterdam Hillegersberg, later in de Samuel Mullerstraat. Het huwelijk zal kinderloos blijven.
Financieel gaat het het echtpaar voor de wind. Alindo krijgt voldoende opdrachten en dat kan niet elke collega zeggen. Alindo kan van haar werk leven en de familie merkt dat ze van luxe houdt. Bovendien heeft Rudi een goed salaris. Regelmatig bezoeken ze Wenen en daar maken ze kennis met het kunstenaarsmilieu. Rond 1934 verhuizen ze van Rotterdam naar Den Haag.
In deze jaren, de jaren van crisis en oorlog, blijkt de productie van mooie kinderboeken te stagneren. Toch is bij Alindo weinig van de crisis te merken. In de dertiger jaren illustreert ze bijna 100 boeken en in de jaren veertig komen daar toch nog ruim 30 uitgaven bij. Alleen in de jaren 1944-1946 illustreert ze niets.
Bij uitgeverij Van Goor illustreert ze in 1931 een onderwijsuitgave, bij Versluys een onderwijsmethode met een aantal mooie schoolplaten en Van Nelle (van de koffie en thee) vraagt haar voor een reclame-uitgave: ‘De Club uit Rustoord’. In 1932 verschijnt haar plaatjesboekje voor kleuters ‘Haantje kukelaantje’, weer van mevrouw Bouman-van Tertholen. Vanaf 1935 zijn bijna al haar illustraties voor Meinema. Haar tekeningen blijven dicht bij de tekst. Ze laten vaak de knusse wereld zien van het jonge kind of het tienermeisje. Een van de uitzonderingen is het boekje over seksuele voorlichting ‘Moeder spreek!’, dat bij Bosch en Keuning verschijnt.
Bij uitgeverij Noordhoff verschijnt een boekje met versjes ‘Zomerzon’ en een boek met Sinterklaasliedjes. Er staan, naast de traditionele liedjes, eigen liedjes in van mevrouw Bouman- van Tertholen. Een ander kinderboek is ‘’t Is feest als moeder voor ons leest’. Boeken voor volwassenen komen bij Alindo zelden voor. Toch verschijnen er twee deeltjes in de Libellen-serie.
In de crisisjaren is er weinig vraag naar rubber en het bedrijf van Rudi gaat in 1935 failliet. Hij verlangt terug naar zijn vaderland en in 1938 besluit het echtpaar naar Oostenrijk te verhuizen. Rudi verruilt zijn juristenbaan voor de onzekere wereld van de kunst. Het Nederlandse huis wordt aangehouden. Elk jaar is Alindo enkele maanden tot een half jaar in Nederland; soms met haar echtgenoot, maar meestal alleen. In hun Haagse huis werkt ze dan alle illustratie-opdrachten af. Bovendien vraagt Meinema haar regelmatig een omslag voor de catalogus te maken en advertenties te tekenen.

### Jaren vijftig en zestig

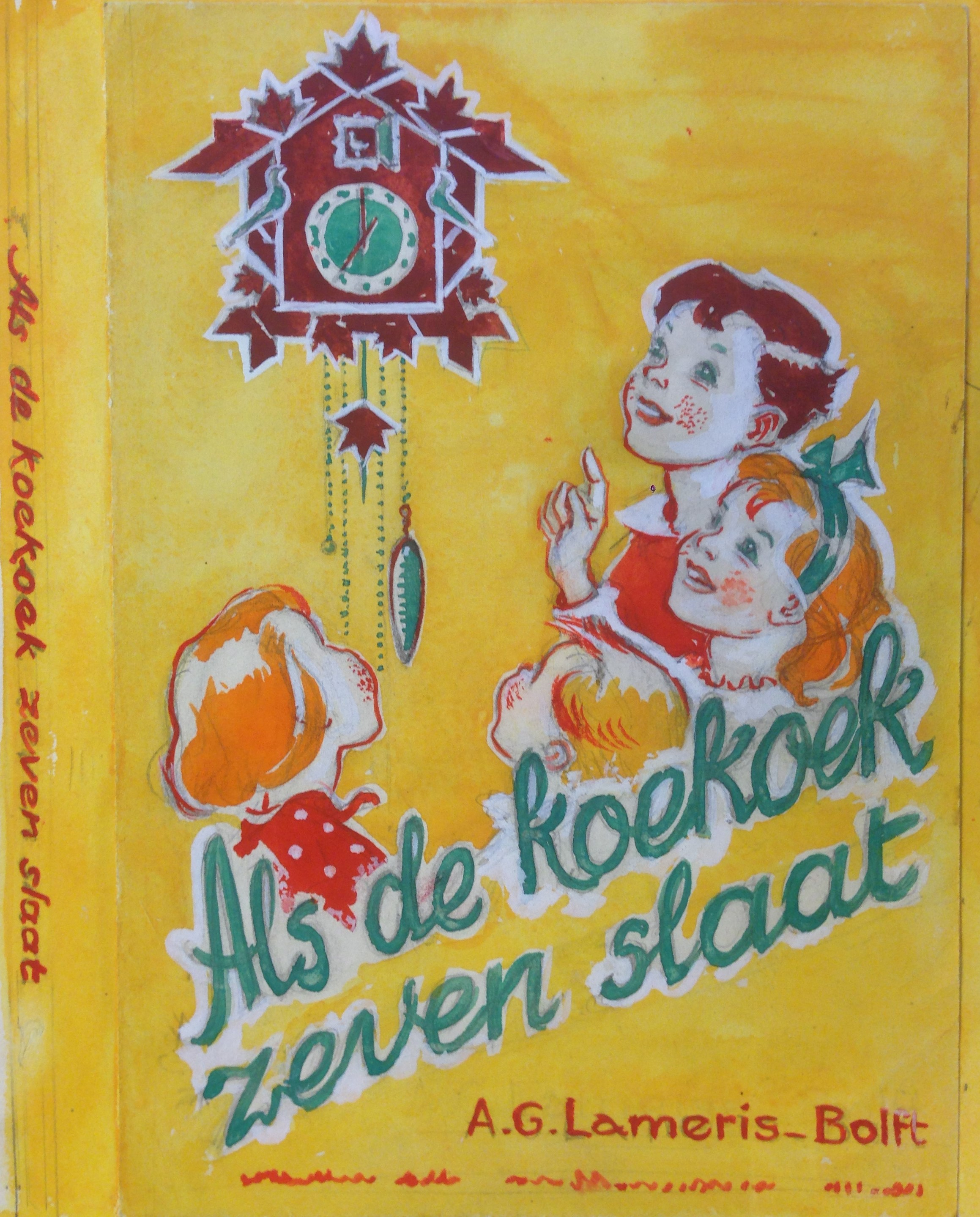
Als de koekoek zeven slaat 1954

In de jaren 50 en 60 ontstaan de vrije en expressieve illustraties, maar Alindo blijft tekenen zoals zij gewend was. Wel verandert de wereld van het boek. Er komen goedkope pocketreeksen, Mei-pockets, en in 9 boekjes komen tekeningen van Alindo.
Naast de zondagsschoolboekjes verschijnen in 1952 drie deeltjes ‘Het schone geheim’, een inleiding in het voordragen door kinderen. In 1954 komen drie boekjes uit met versjes en verhaaltjes voor het slapen gaan. Zij hebben de titel: ‘Als de koekoek zeven slaat’. In 1957 wordt een boek uit 1939 (‘’t Is feest…’) vertaald in het Zuid-Afrikaans en Alindo's illustraties komen ook in dat boek voor.
Rudi is inmiddels in het Weense kunstenaarsmilieu een graag geziene figuur geworden. Hij schildert graag en veel, maar zijn kunst levert te weinig geld op. Daarom gaat Alindo ook in Oostenrijk door met het illustreren van de boeken van Meinema.
In de naoorlogse jaren houdt Rudolf zich bezig met het organiseren van tentoonstellingen en kunstmanifestaties. Hij wordt daarmee een bekende Wener en ontvangt voor zijn werk zelfs een ere-professoraat. In 1962 overlijdt hij plotseling.
In 1970 is Alindo 65 jaar en stopt ze met het illustreren van boeken. In dat jaar verschijnen haar laatste drie boekjes, maar voor haar eigen plezier tekent ze door.

### Dertig laatste jaren
Na de dood van Rudolf beheert Alindo de schilderijen van haar echtgenoot. Daarbij gebeurt iets onverwachts: er komt steeds meer vraag naar de kunst van Rudolf. Met de verkoop van de schilderijen kan Alindo haar inkomen aanvullen.
Langzaamaan ontstaat de gewoonte om 's middags naar café Prückel te gaan. Het ligt om de hoek van de straat aan de Stubenring. Daar heeft ze haar vaste plek. Ze drinkt er koffie, eet wat en ontmoet er kennissen. Met het klimmen der jaren gaat haar gehoor achteruit en vooral telefonische contacten worden onmogelijk.
Alindo overlijdt in 2001 in haar woning in Wenen en wordt in die stad gecremeerd. Haar as wordt 15 jaar later in Nederland verstrooid.

## Betekenis

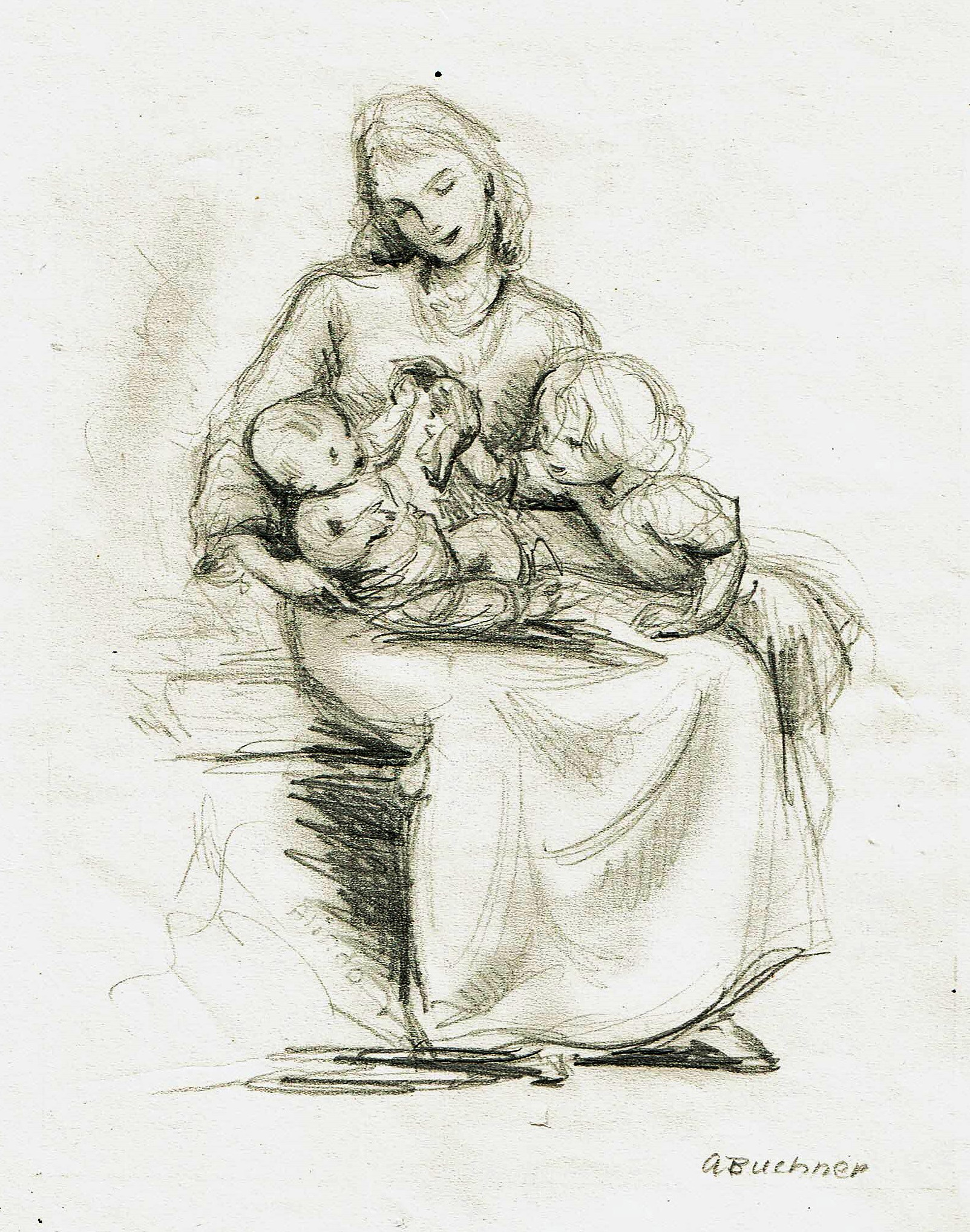
schets uit de laatste jaren

Adri Alindo heeft in bijna 250 boeken en in tal van tijdschriften getekend. Tot de zestiger jaren vonden veel christelijke ouders dat het protestants-orthodoxe boek van groot belang was bij de opvoeding. In reformatorische kringen is dat nog steeds het geval. Er worden in die tijd veel Meinema-boekjes verkocht, zelfs in de magere crisisjaren.
In de Koninklijke Bibliotheek is zij ruim vertegenwoordigd; haar naam levert 362 treffers op, vaak links naar kinderboeken.

## Werk
Boeken (op volgorde van de eerste bijdrage van Alindo)
De twintiger jaren
| 1925       | 1925                 | 1925                               | 1925                    | 1925      |
| ---------- | -------------------- | ---------------------------------- | ----------------------- | --------- |
| Jacqueline | Bles                 | Mimosa                             | Van Goor                | Gouda     |
| S.M.       | Bouman-van Tertholen | Van vier kleuters                  | Van Goor                | Gouda     |
| S.M.       | Bouman-van Tertholen | De vlieger                         | Van Goor                | Gouda     |
| Riek       | Poutsma              | Het wonderplantje                  | Van Goor                | Gouda     |
| 1926       |                      |                                    |                         |           |
| S.M.       | Bouman-van Tertholen | Zonneschijn in 't kinderleven      | Noordhoff               | Groningen |
| D.A.       | Cramer-Schaap        | Het gulden meisjesboek dl 1        | De Haan                 | Utrecht   |
| Marie      | Leopold              | Bob's groote dag                   | Van Goor                | Gouda     |
| Riek       | Poutsma              | Het haar van prinses Silvia        | Van Goor                | Gouda     |
| 1927       |                      |                                    |                         |           |
| F.H.N.     | Bloemink             | Om te leren lezen                  | Van Goor en Zn          | Den Haag  |
| Henriëtte  | Prins                | Nel van den Berg uit logeeren      | Van Goor                | Gouda     |
| J.         | Riemens-Reurslag     | Tot geluk geboren I                | Mij tot nut van 't Alg. | Amsterdam |
| Agatha     | Snellen              | De poppendokter en andere verhalen | Van Goor                | Gouda     |
| 1928       |                      |                                    |                         |           |
| F.H.N.     | Bloemink             | Ik kan al lezen, tweede boekje     | Van Goor                | Den Haag  |
| F.H.N.     | Bloemink             | Op het ijs                         | Van Goor                | Den Haag  |
| S.M.       | Bouman-van Tertholen | De verjaardag van kleine Kootje    | Van Goor                | Gouda     |
| S.M.       | Bouman-van Tertholen | Uit varen                          | Van Goor                | Gouda     |
| S.M.       | Bouman-van Tertholen | Zing en speel me maar              | Noordhoff               | Groningen |
| S.M.       | Bouman-van Tertholen | Dat liep goed af                   | Van Goor                | Gouda     |
| S.M.       | Bouman-van Tertholen | Het verloren klompje               | Van Goor                | Gouda     |
| D.A.       | Cramer-Schaap        | Het gulden meisjesboek dl 2        | De Haan                 | Utrecht   |
| D.A.       | Cramer-Schaap        | Aan den dijk                       | De Haan                 | Utrecht   |
|            | Marijo               | Oudejaar                           | Meinema                 | Delft     |
| 1929       |                      |                                    |                         |           |
| Johanna    | Breevoort            | Om een gestolen zoutvaatje         | Meinema                 | Delft     |
|            | Carla                | Onder het veilige dak              | Meinema                 | Delft     |
|            | Carla                | Op Lindenoord                      | Meinema                 | Delft     |
| S.         | Gruys-Kruseman       | De wonderdrank                     | Kluitman                | Alkmaar   |
| Truida     | Kok                  | Jona en Sari                       | Kluitman                | Alkmaar   |
| P.A.E.     | Oosterhoff           | Majesteitje                        | Kluitman                | Alkmaar   |
| Henriëtte  | Prins                | In het wonderbosch                 | Van Goor                | Gouda     |
| J.         | Riemens-Reurslag     | Tot geluk geboren II               | Mij tot nut van 't Alg. | Amsterdam |
| Anna       | Sutorius             | De gestoorde bruiloft              | Erven Martin G.Cohen    | Den Haag  |
| Anna       | Sutorius             | Het verdwaalde konijntje           | Erven Martin G.Cohen    | Den Haag  |
| Ella       | Vémor                | Elsie                              | Kluitman                | Alkmaar   |

De dertiger jaren
| dertiger jaren, jaartal onbekend | dertiger jaren, jaartal onbekend | dertiger jaren, jaartal onbekend               | dertiger jaren, jaartal onbekend | dertiger jaren, jaartal onbekend |
| -------------------------------- | -------------------------------- | ---------------------------------------------- | -------------------------------- | -------------------------------- |
|                                  |                                  | Anneke                                         | ?                                | ?                                |
|                                  |                                  | Eendjes voeren                                 | ?                                | ?                                |
|                                  |                                  | Het sneeuwt                                    | ?                                | ?                                |
|                                  |                                  | Het visschertje                                | ?                                | ?                                |
|                                  |                                  | Onder de parapluie                             | ?                                | ?                                |
|                                  |                                  | Zangles                                        | ?                                | ?                                |
| 1930                             |                                  |                                                |                                  |                                  |
| F.H.N.                           | Bloemink                         | Klaas Vaak komt verhaaltjes vertellen          | Van Goor                         | Den Haag                         |
| Tine                             | Corner                           | Toen 't tegenliep                              | Meinema                          | Delft                            |
| Hugo                             | Kingmans                         | De wraak van Jan Zeegers                       | Meinema                          | Delft                            |
| D.A.                             | Cramer-Schaap                    | Kerstboek Zonneschijn                          | De Haan                          | Utrecht                          |
|                                  | Marijo                           | Een zaterdag                                   | Meinema                          | Delft                            |
|                                  | Marijo                           | Van Nel en Nol en Keesje Bol                   | Meinema                          | Delft                            |
| 1931                             |                                  |                                                |                                  |                                  |
| Willem                           | Brakman                          | Jongensboek Verhalen                           | Querido                          | Amsterdam                        |
|                                  | Carla                            | Schoolvriendinnen                              | Meinema                          | Delft                            |
| D.A.                             | Cramer-Schaap                    | Kerstboek Zonneschijn                          | De Haan                          | Utrecht                          |
| T.                               | Gielstra                         | Eigen taal                                     | W. Versluijs Uitg.               | Amsterdam                        |
| Jan H.de                         | Groot                            | Zomerzon, versjes voor kleuters                | Noordhoff                        | Groningen                        |
| H.                               | Henszen Veenland                 | De belooning                                   | Meinema                          | Delft                            |
| B.van                            | Huet                             | De club uit Rustoord                           | Van Nelle                        | Rotterdam                        |
| Gera                             | Kraan-van den Burg               | Jooske's moeilijke dagen                       | Meinema                          | Delft                            |
|                                  | Marijo                           | Miep en Ap en hun hondje Nap                   | Meinema                          | Delft                            |
|                                  | Paula                            | Kleine Jaap                                    | Meinema                          | Delft                            |
| E.                               | Vrieze                           | Steloefeningen voor de lagere school           | G.B. van Goor en Zn              | Den Haag                         |
| D. van der                       | Zee                              | Joop, Jaap en Job                              | Bosch en keuning                 | Baarn                            |
| 1932                             |                                  |                                                |                                  |                                  |
| S.M.                             | Bouman-van Tertholen             | Haantje Kukelaantje                            | Van Dishoeck                     | Bussum                           |
|                                  | Carla                            | Van drie kleine kleuters                       | Meinema                          | Delft                            |
| D.A.                             | Cramer Schaap                    | Pimpermokkel en zijn vrouwtje                  | ?                                | ?                                |
| D.A.                             | Cramer Schaap                    | Pinksterbloemen                                | ?                                | ?                                |
| Frieda van                       | Felden                           | Nan's zonnige zomer                            | Meinema                          | Delft                            |
| Jo                               | Kalmijn-Spierenburg              | Flakkervlammetje                               | Bosch & Keuning                  | Baarn                            |
| D.M                              | Menkens-van der Spiegel          | t Vogeltje met vreemde veeren                  | Bosch & Keuning                  | Baarn                            |
| 1933                             |                                  |                                                |                                  |                                  |
|                                  | Carla                            | Vaders oudste                                  | Meinema                          | Delft                            |
|                                  | Francina                         | Corrie en Jan                                  | Meinema                          | Delft                            |
|                                  | Francina                         | Henk's geschenk                                | Meinema                          | Delft                            |
| Frouck van der                   | Hooning                          | De Ten Braggecate's                            | Bosch & Keuning                  | Baarn                            |
| Truud de                         | Moor                             | Trientje, het zusje van zieke Basje            | Meinema                          | Delft                            |
| Cor van                          | Osenbruggen                      | De ontdekking                                  | Van Goor                         | Den Haag                         |
| 1934                             |                                  |                                                |                                  |                                  |
| F.H.N.                           | Bloemink                         | De luchtreis                                   | Van Goor                         | Den Haag                         |
| F.H.N.                           | Bloemink                         | Een winterdroom                                | Van Goor                         | Den Haag                         |
| F.H.N.                           | Bloemink                         | Riet en Ied                                    | Van Goor                         | Den Haag                         |
| J.S.                             | Dondorp-Tazelaar                 | Het nieuwe zusje                               | Meinema                          | Delft                            |
| M.van der                        | Hilst                            | De Uiver, Frits Ruyyer en een nikkelen stuiver | Meinema                          | Delft                            |
| M.van der                        | Hilst                            | Roselientje                                    | Meinema                          | Delft                            |
| Gera                             | Kraan-van den Burg               | Het kerstfeest op oudejaarsavond               | Meinema                          | Delft                            |
| J.H.van der                      | Lichte                           | Tot het licht gloorde                          | Meinema                          | Delft                            |
| Chr.                             | Steketee                         | Baby's eerste levensjaar                       | Bosch & Keuning                  | Baarn                            |
| Ada                              | Tijmes-Jonkman                   | Map van Ree                                    | Meinema                          | Delft                            |
| H.A.                             | Wijmans                          | Joosts Kerstfeest                              | Meinema                          | Delft                            |
| Sophie                           | Woudts                           | Beatrijs / Die andere Beatrijs                 | Meinema                          | Delft                            |
|                                  |                                  | Kerstkeur                                      | Meinema                          | Delft                            |
| 1935                             |                                  |                                                |                                  |                                  |
| S.M.                             | Bouman-van Tertholen             | Sint Nicolaas                                  | Noordhoff                        | Groningen                        |
|                                  | Carla                            | De tweelingen                                  | Meinema                          | Delft                            |
|                                  | Carla                            | Van Niek en Nan en de pop Gert Jan             | Meinema                          | Delft                            |
| D.A.                             | Cramer-Schaap                    | Kerstboek Zonneschijn                          | De Haan                          | Utrecht                          |
|                                  | Francina                         | Hoe God hielp                                  | Meinema                          | Delft                            |
| Jan van                          | Groningen                        | Het konijntje                                  | Meinema                          | Delft                            |
| Joh.van                          | Hulzen                           | Kees                                           | Meinema                          | Delft                            |
| Gien de                          | Koning                           | Marleentje                                     | Meinema                          | Delft                            |
| K. van                           | Loon                             | Pim en zijn broertje Pat                       | Meinema                          | Delft                            |
| 1936                             |                                  |                                                |                                  |                                  |
| N.W.van                          | Diemen de Jel                    | Om een boterkistje en een sportkar             | Meinema                          | Delft                            |
| A.                               | Duyser                           | Van Hippeltje en Janneman                      | Meinema                          | Delft                            |
| Greeth                           | Gilhuis-Smitskamp                | Alie gaat in een dienstje                      | Meinema                          | Delft                            |
| Jan van                          | Groningen                        | Frits                                          | Meinema                          | Delft                            |
| H.                               | Hoogeveen                        | Het jongetje uit de polder                     | Meinema                          | Delft                            |
|                                  | Marijo                           | Huize Windhoek                                 | Meinema                          | Delft                            |
| J.M.                             | Westerbrink-Wirtz                | Martha krijgt nieuwe kennissen                 | Meinema                          | Delft                            |
|                                  |                                  | Op visite                                      | ?                                | ?                                |
| 1937                             |                                  |                                                |                                  |                                  |
| F.H.N.                           | Bloemink                         | In sprookjesland                               | Sijthof                          | Leiden                           |
|                                  | Carla                            | Henkie                                         | Meinema                          | Delft                            |
|                                  | Carla                            | Greetje en Fokkie                              | Meinema                          | Delft                            |
| J.S.                             | Dondorp-Tazelaar                 | Harrie's eerste schooljaar                     | Meinema                          | Delft                            |
| C.                               | Gilhuis                          | Het kikkerslootje                              | Meinema                          | Delft                            |
| M.van der                        | Hilst                            | Toen 't winterde                               | Meinema                          | Delft                            |
| J.H. H                           | Huisman-Schippers                | Een vast vertrouwen                            | Meinema                          | Delft                            |
| C.Th.                            | Jongejan-de Groot                | Jobse                                          | Meinema                          | Delft                            |
| Jo                               | Kalmijn-Spierenburg              | Een huis vol zon                               | Bosch & Keuning                  | Baarn                            |
| Jeanne                           | Marie                            | Toch nog alles ten goede                       | Meinema                          | Delft                            |
| Jeanne                           | Marie                            | Het was Dirk Smit niet                         | Meinema                          | Delft                            |
| H.te                             | Merwe                            | De bladwijzer                                  | Meinema                          | Delft                            |
| Betty van der                    | Plaats                           | Als de grote reis begint                       | Meinema                          | Delft                            |
| 1938                             |                                  |                                                |                                  |                                  |
| Mien                             | Bouwens                          | Eén centje maar                                | Meinema                          | Delft                            |
|                                  | Carla                            | Wil en Til                                     | Meinema                          | Delft                            |
| S.                               | Franke                           | Vrolijke versjes van 't Artis-volkje           | Bosch & Keuning                  | Baarn                            |
| Greeth                           | Gilhuis-Smitskamp                | Van Niekje, Riekje en de rozijnentaart         | Meinema                          | Delft                            |
| H.                               | Henszen Veenland                 | Het geweigerde geschenk                        | Meinema                          | Delft                            |
| H. Christina                     | Koster                           | Een Hollands meisje in een Zwitsers dorp       | Meinema                          | Delft                            |
| G.                               | Mulder                           | Margje wil een fiets                           | Meinema                          | Delft                            |
| K.S.                             | Pomp                             | Hansje                                         | Meinema                          | Delft                            |
| Agnie van der                    | Torre                            | De club van de kat                             | Meinema                          | Delft                            |
| Wieland                          | Wouters                          | Het geheim van ruigen Toon                     | Meinema                          | Delft                            |
| 1939                             |                                  |                                                |                                  |                                  |
| C.B.                             | Drewes                           | Wat Corrie vond en wat ze deed                 | Meinema                          | Delft                            |
| Greeth                           | Gilhuis-Smitskamp                | 't Is feest als moeder voor ons leest          | Meinema                          | Delft                            |
| M.van der                        | Hilst                            | Mien komt er doorheen                          | Meinema                          | Delft                            |
| Jo                               | Kalmijn-Spierenburg              | Moeder spreek!                                 | Bosch & Keuning                  | Baarn                            |
| H. Christina                     | Koster                           | Rietje vergeet haar belofte niet               | Meinema                          | Delft                            |
| H.Th. van                        | Munster                          | Waarom Jopie bang was                          | Meinema                          | Delft                            |
|                                  | Paula                            | Liesje en Antje                                | Meinema                          | Delft                            |
| Betty van der                    | Plaats                           | De eerste halte                                | Meinema                          | Delft                            |
| K.S.                             | Pomp                             | Naar moeder                                    | Meinema                          | Delft                            |
| K.S.                             | Pomp                             | Van Jan en Jaapje en ouwe Teun                 | Meinema                          | Delft                            |
| M.L.J.                           | Snoeck-Henckemans                | Dagboek van Hans en Hanneke                    | Sijthoff                         | Delft                            |
| F.B.van                          | Velzen                           | Twee meisjes, even oud, maar....               | Meinema                          | Delft                            |

De veertiger jaren
| veertiger jaren,jaartal onbekend | veertiger jaren,jaartal onbekend | veertiger jaren,jaartal onbekend         | veertiger jaren,jaartal onbekend | veertiger jaren,jaartal onbekend |
| -------------------------------- | -------------------------------- | ---------------------------------------- | -------------------------------- | -------------------------------- |
|                                  | Karsman                          | Voor onze jeugd                          | ?                                | ?                                |
| Adri van                         | Witzenburg                       | Een dag om nooit te vergeten             | Meinema                          | Delft                            |
|                                  |                                  | Lot's slee                               | ?                                | ?                                |
| 1940                             |                                  |                                          |                                  |                                  |
| Frieda van                       | Felden                           | Poms prettige dag                        | Meinema                          | Delft                            |
| Nel den                          | Hollander                        | Van Bart de Regt en zijn bonnetjeskaart  | Meinema                          | Delft                            |
| H. Christina                     | Koster                           | Kleine Keesje en de grote stad           | Meinema                          | Delft                            |
|                                  | Paula                            | Van twee kleine jongens                  | Meinema                          | Delft                            |
| K.S.                             | Pomp                             | Arie de Geus                             | Meinema                          | Delft                            |
| K.S.                             | Pomp                             | Bij oom en tante                         | Meinema                          | Delft                            |
| K.S.                             | Pomp                             | Mooie fluitjes                           | Meinema                          | Delft                            |
| Meta                             | Visser- Gorselink                | Haantje de voorste                       | Meinema                          | Delft                            |
| 1941                             |                                  |                                          |                                  |                                  |
| Frieda van                       | Felden                           | Pom en haar vriendjes                    | Meinema                          | Delft                            |
| H.                               | Henszen Veenland                 | Ank's tweede jaar                        | Meinema, mei pockets             | Delft                            |
| H. Christina                     | Koster                           | Met vaders Zoon aan boord                | Meinema                          | Delft                            |
| Joke van                         | Kuipers                          | Evy is alleen                            | Meinema                          | Delft                            |
| M. van                           | Nuis-Zuidema                     | Rode papavers                            | Meinema                          | Delft                            |
| Aart                             | Romijn                           | Marietje heeft het moeilijk              | Meinema                          | Delft                            |
| Annie                            | Vreeland                         | Edelweisz                                | Meinema                          | Delft                            |
| 1942                             |                                  |                                          |                                  |                                  |
| H. Christina                     | Koster                           | Wat Bram Brons in enkele dagen beleefde  | Meinema                          | Delft                            |
| Ina van                          | Veen-van der Vlies               | Gelukskind                               | Meinema                          | Delft                            |
| 1943                             |                                  |                                          |                                  |                                  |
| A.                               | Koster                           | De wandelmars                            | Meinema                          | Delft                            |
| 1947                             |                                  |                                          |                                  |                                  |
| Nel den                          | Hollander                        | Met een griepje thuis                    | Meinema                          | Delft                            |
| G.                               | Snoek                            | Ruudje                                   | Meinema                          | Delft                            |
| A.van                            | Vliet-Ligthart Schenk            | Liesje en Tineke                         | Meinema                          | Delft                            |
| Wieland                          | Wouters                          | O die bal                                | Meinema                          | Delft                            |
| 1948                             |                                  |                                          |                                  |                                  |
| P.                               | Brouwer                          | Van vriendinnen, vrinden en veel vreugde | Meinema                          | Delft                            |
| A.                               | Duyser                           | Jon Joekema                              | Meinema                          | Delft                            |
| A.                               | Duyser                           | Alles draait om Jon                      | Meinema                          | Delft                            |
| A. van                           | Hartingsveldt                    | Het Kerstgeheim van Dorus                | Meinema                          | Delft                            |
| H.te                             | Merwe                            | De schriften van Gonnie de Bruijn        | Meinema, mei pockets             | Delft                            |
| M. van                           | Teiland                          | Freekje en de nieuwe slee                | Meinema                          | Delft                            |
| 1949                             |                                  |                                          |                                  |                                  |
| C.M.v.d.                         | Berg-Akkerman                    | Van een stuiter en een sneeuwbal         | Meinema                          | Delft                            |
| Marian van                       | Bergen                           | Het meisje voor het raam                 | Meinema                          | Delft                            |
| D.A.                             | Cramer-Schaap                    | Kerstboek Zonneschijn                    | De Haan                          | Utrecht                          |
| Aart                             | Romijn                           | Een gewoon meisje en toch                | Meinema                          | Delft                            |
| Rie                              | Smaal-Meeldijk                   | Zilvervosje                              | Meinema                          | Delft                            |
| G.                               | Snoek                            | Kleine avonturiers                       | Meinema                          | Delft                            |
| N.                               | Verkuyl                          | Vlechten-Ansje                           | Meinema                          | Delft                            |

De vijftiger jaren
| vijftiger jaren, jaartal onbekend | vijftiger jaren, jaartal onbekend | vijftiger jaren, jaartal onbekend | vijftiger jaren, jaartal onbekend | vijftiger jaren, jaartal onbekend |
| --------------------------------- | --------------------------------- | --------------------------------- | --------------------------------- | --------------------------------- |
| Leonard                           | Roggeveen                         | De pantoffels van Teunisboer      |                                   |                                   |
| 1950                              |                                   |                                   |                                   |                                   |
| Bram van                          | Beyeren                           | Dolf geloofde                     | Meinema                           | Delft                             |
| F.L.                              | Burg                              | Van Treesje en Geesje             | Meinema                           | Delft                             |
| D.A.                              | Cramer-Schaap                     | Kerstboek Zonneschijn             | De Haan                           | Utrecht                           |
| J.W.                              | Grisnigt                          | Margeetje                         | Meinema                           | Delft                             |
| L.                                | Huisinga-Scaf                     | Rob van Olden                     | Van Goor                          | Den Haag                          |
| Annie                             | Sanders                           | De kasruit                        | Meinema                           | Delft                             |
| Ina van                           | Veen-van der Vlies                | Tineke's thuis                    | Meinema                           | Delft                             |
| 1951                              |                                   |                                   |                                   |                                   |
| D.A.                              | Cramer-Schaap                     | Zonneschijn Kerstboek             | De Haan                           | Utrecht                           |
| Joke                              | Dijkshoorn                        | Annètje en de grote toren         | Meinema                           | Delft                             |
| M.B.                              | Gijsbers-Westera                  | De gevangen rovers                | Meinema                           | Delft                             |
| Piecky de                         | Jong                              | Louitje                           | Meinema                           | Delft                             |
| M. van                            | Nuis-Zuidema                      | Kate                              | Meinema                           | Delft                             |
| 1952                              |                                   |                                   |                                   |                                   |
| J.J.                              | Frinsel                           | De erepoort                       | Meinema                           | Delft                             |
| J.J.                              | Frinsel                           | Woonwagens in het dorp            | Meinema                           | Delft                             |
| Gré                               | Konings en Joh.Tigchelaar         | Het schone geheim                 | Van Goor                          | Den Haag                          |
| A.G.                              | Lameris-Bolt                      | Grootjes Kerstverhaal             | Meinema                           | Delft                             |
| D.                                | Menkens-van der Spiegel           | t Sopraantje                      | Meinema                           | Delft                             |
| A.van                             | Vliet-Ligthart Schenk             | Het is een geheimpje              | Meinema                           | Delft                             |
| Ina de                            | Vries-van der Lichte              | Drie vriendinnetjes               | Meinema                           | Delft                             |
| 1953                              |                                   |                                   |                                   |                                   |
|                                   | Bomhoff                           | Het licht schijnt overal          | Ploegsma                          | Amsterdam                         |
| A.G.                              | Lameris-Bolt                      | Het rode sleetje                  | Meinema                           | Delft                             |
| J.E.                              | Niemeijer                         | Janbaas en de kippen              | Meinema                           | Delft                             |
| Rie                               | Smaal-Meeldijk                    | Het huis aan de haven             | Meinema                           | Delft                             |
| Ina van                           | Veen-van der Vlies                | Kerstfeest op zolder              | Meinema                           | Delft                             |
| Ina de                            | Vries-van der Lichte              | Jannemientje                      | Meinema                           | Delft                             |
| 1954                              |                                   |                                   |                                   |                                   |
| Fré van                           | Hoorn                             | Vlammetje                         | Meinema                           | Delft                             |
| A.G.                              | Lameris-Bolt                      | Als de koekoek zeven slaat 1      | Meinema                           | Delft                             |
| A.G.                              | Lameris-Bolt                      | Als de koekoek zeven slaat 2      | Meinema                           | Delft                             |
| A.G.                              | Lameris-Bolt                      | Als de koekoek zeven slaat 3      | Meinema                           | Delft                             |
| J.E.                              | Niemeijer                         | Janbaas en de beer                | Meinema                           | Delft                             |
| M. van                            | Nuis-Zuidema                      | Het viertal uit de bergen         | Meinema                           | Delft                             |
| J.                                | Schoute                           | En toch werd het feest            | Meinema                           | Delft                             |
| 1955                              |                                   |                                   |                                   |                                   |
| H.                                | Henszen Veenland                  | Om een ijsje                      | Meinema                           | Delft                             |
| Fré van                           | Hoorn                             | Vlammetje en haar vriendjes       | Meinema                           | Delft                             |
| Liesbeth                          | Lems                              | De glazen stuiter                 | Meinema                           | Delft                             |
| M. van                            | Nuis-Zuidema                      | De waterval                       | Meinema                           | Delft                             |
| Rie                               | Smaal-Meeldijk                    | Mop                               | Meinema                           | Delft                             |
| 1956                              |                                   |                                   |                                   |                                   |
| Liesbeth                          | Lems                              | De nieuwe jurk                    | Meinema                           | Delft                             |
| Rie                               | Smaal-Meeldijk                    | En moeder kiest Anneke            | Meinema                           | Delft                             |
| N.A.C.                            | Wissel                            | Dikkie en de goudvisjes           | Meinema                           | Delft                             |
| 1957                              |                                   |                                   |                                   |                                   |
| Jeanette van                      | Beilen                            | De botter van Kees                | Meinema                           | Delft                             |
| Liesbeth                          | Lems                              | Dom Fikje                         | Meinema                           | Delft                             |
| Corry van der                     | Linge                             | Suiker voor de pannekoeken        | Meinema                           | Delft                             |
| G.                                | Smitskamp                         | Kom luister! Mammie gaan lees!    | HAUM                              | Kaapstad                          |
| N.A.C.                            | Wissel                            | Dikkie heeft vakantie             | Meinema                           | Delft                             |
| 1958                              |                                   |                                   |                                   |                                   |
| Gerda van                         | Eijsden                           | Ver van het heidehuis             | Meinema, meipockets               | Delft                             |
| Jennie                            | Slegers-Kwakkel                   | Voor twee kwartjes, Marijke?      | Meinema                           | Delft                             |
| Elja V.                           | Vlas                              | Roos in de rimboe                 | Meinema                           | Delft                             |
| N.A.C.                            | Wissel                            | Dikkie en Lineke                  | Meinema                           | Delft                             |
| 1959                              |                                   |                                   |                                   |                                   |
| Jeanette van                      | Beilen                            | De reis van Kees en Luutje        | Meinema                           | Delft                             |
| Jeanette van                      | Beilen                            | Marijke                           | Meinema                           | Delft                             |
| Wijnand                           | Jacobs                            | Fransje is dol op auto's          | Meinema                           | Delft                             |
| Liesbeth                          | Lems                              | Mieke                             | Meinema                           | Delft                             |
| Liesbeth                          | Lems                              | Mieke helpt een handje            | Meinema                           | Delft                             |
| T.                                | Roest-Kleinmeijer                 | Dat heeft de wind gedaan          | Meinema                           | Delft                             |

De zestiger jaren
| 1960         | 1960                  | 1960                           | 1960                 | 1960  |
| ------------ | --------------------- | ------------------------------ | -------------------- | ----- |
| Jeanette van | Beilen                | En Marijke gaat ook uit        | Meinema              | Delft |
| Mary         | Dekker                | Kleine kastanje                | Meinema              | Delft |
| A.           | Duyser                | Jon tussen sneeuw en zon       | Meinema              | Delft |
| 1961         |                       |                                |                      |       |
| Jeanette van | Beilen                | Marijkes verjaardag            | Meinema              | Delft |
| Liesbeth     | Lems                  | Een nieuwe lente voor Mieke    | Meinema              | Delft |
| 1962         |                       |                                |                      |       |
| Jos.A.       | Brusse                | Een wagen volgeladen           | Meinema              | Delft |
| Jos.A.       | Brusse                | Kleine Kees.... Grote Kees     | Meinema              | Delft |
| Jennie       | Slegers-Kwakkel       | Robbie en de orgelman          | Meinema              | Delft |
| A.van        | Vliet-Ligthart Schenk | Muziek in de stal              | Meinema              | Delft |
| 1963         |                       |                                |                      |       |
| Fré van      | Hoorn                 | Vlammetje's lief en leed       | Meinema              | Delft |
| Ina de       | Vries-van der Lichte  | Vrolijk Fransje                | Meinema              | Delft |
| 1964         |                       |                                |                      |       |
| Jos.A.       | Brusse                | Twee domme herders             | Meinema              | Delft |
| L.H.van der  | Ster-Bouwmeester      | Josientje                      | Meinema              | Delft |
| 1965         |                       |                                |                      |       |
| H.te         | Merwe                 | Noortje opent de rij           | Meinema, mei pockets | Delft |
| 1968         |                       |                                |                      |       |
| T.           | Roest-Kleinmeijer     | Baas Jan is een bovenste beste | Meinema              | Delft |
| H.te         | Merwe                 | Hannie wordt tweede            | Meinema              | Delft |
| 1970         |                       |                                |                      |       |
| J.           | Doornik               | Klaar is Klaartje              | Meinema              | Delft |
| Liesbeth     | Lems                  | Mieke zegt ja!                 | Meinema              | Delft |
| Liesbeth     | Lems                  | Pech gehad Like!               | Meinema              | Delft |

Vrouwenbladen
- De vrouw en haar huis
- De jonge vrouw
- Wij jonge vrouwen
- Moeder
- Vrouwenpost

Kindertijdschriften
- Zonneschijn
- Kie-ke-boe
- Ons eigen tijdschrift
- Stavast
- Vrije vogels

Populair letterkundig tijdschrift
- Opgang

Schoolplaten
- Zes omgevingsplaten bij T. Gielstra Eigen Taal